# Fifth Album
Fifth Album è il quarto album in studio della cantante statunitense Judy Collins, pubblicato nel 1965.

## Tracce
Side 1
1. Pack Up Your Sorrows (Richard Fariña) – 3:10
2. The Coming of the Roads (Billy Edd Wheeler) – 3:31
3. So Early, Early in the Spring (Traditional) – 3:04
4. Tomorrow is a Long Time (Bob Dylan) – 4:04
5. Daddy You've Been on My Mind (Bob Dylan) – 2:52
6. Thirsty Boots (Eric Andersen) – 4:57

Side 2
1. Mr. Tambourine Man (Dylan) – 5:20
2. Lord Gregory (Traditional) – 3:28
3. In the Heat of the Summer (Phil Ochs) – 3:21
4. Early Morning Rain (Gordon Lightfoot) – 3:10
5. Carry It On (Gil Turner) – 2:44
6. It Isn't Nice (Live) (Malvina Reynolds) – 2:58